# Kultura szelecka

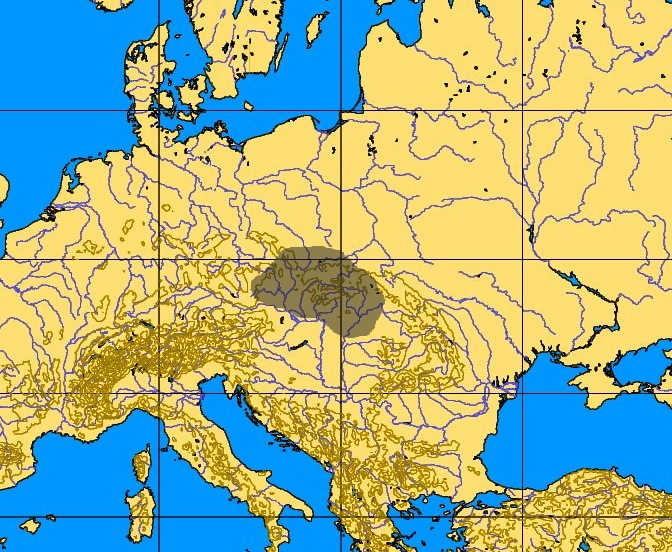
Zasięg kultury szeleckiej

Kultura szelecka należy obok jerzmanowickiej do tzw. nurtów przejściowych starszej fazy (40 - 30 tys. lat temu) paleolitu górnego.
Nazwa kultury szeleckiej związana jest z eponimicznym stanowiskiem jaskiniowym Szeleta na Węgrzech. Jej geneza związana jest z lokalnym podłożem kultury wschodniomikockiej. Kultura ta rozwijała się w okresie od ok. 42 do ok. 30 tys. lat temu. Zespół zjawisk kulturowych utożsamianych z kulturą szelecką obejmował swym zasięgiem Morawy, Słowację i południową część Polski. Stanowiska w Polsce lokują się głównie na płaskowyżu Głubczyckim (Dzierżysław 1, Dzierżysław 8), okolicach Krakowa stanowisko Kraków-Zwierzyniec i jaskiniach (Jaskinia Obłazowa). Do przewodnich form w inwentarzach kamiennych tej kultury należą ostrza liściowate i drapacze wykonywane z wiórów oraz narzędzia wykonywane na odłupkach czyli zgrzebła. Inwentarz narzędziowy tej kultury uzupełniany jest przez rylce, wióry retuszowane. Wióry do produkcji tych narzędzi pochodziły z rdzeni wolumetrycznych, zaś odłupki do produkcji np. zgrzebeł pochodziły z rdzeni krążkowatych. Inwentarz narzędzi kościanych reprezentowany jest przez piki wykonywane z poroży i kości. Polowano z oszczepami zbrojonymi ostrzami najczęściej liściowymi. Stanowiska szeleckie znane są głównie z jaskiń które mają charakter krótkotrwałych obozowisk łowieckich. Poświadczona jest także obecność stanowisk otwartych o charakterze dużych obozowisk podstawowych ze śladami ognisk oraz miejscami obróbki surowców kamiennych np. stanowisko Vedrovice. Zaś stanowisko Balatonlovas interpretowane jest przez badaczy jako kopalnia limonitu. Sieć importów w tej kulturze rozciągała się od Sudetów na zachodzie (bazalt), poprzez Wyżynę Krakowsko-Częstochowską (krzemień podkrakowski), po brzeg Pogórza Śląskiego na wschodzie (jaspis).
Wiemy, że ludność szelecka w poszukiwaniu lepszego surowca wyruszała na północ, docierając do doskonałych złóż krzemienia w Jurze Krakowsko-Częstochowskiej. Najdalej wysuniętym na północ stanowiskiem było Dzierżno.